# Lasvit
Lasvit je česká designová a sklářská společnost se sídlem v Česku. Věnuje se především návrhům a výrobě zakázkových světelných instalací. Firma vyrábí také kolekci svítidel, dekorativního a užitného skla, skleněné architektonické prvky a umělecké předměty ze skla. Působí celosvětově a zaměstnává přes 300 lidí.

## Historie

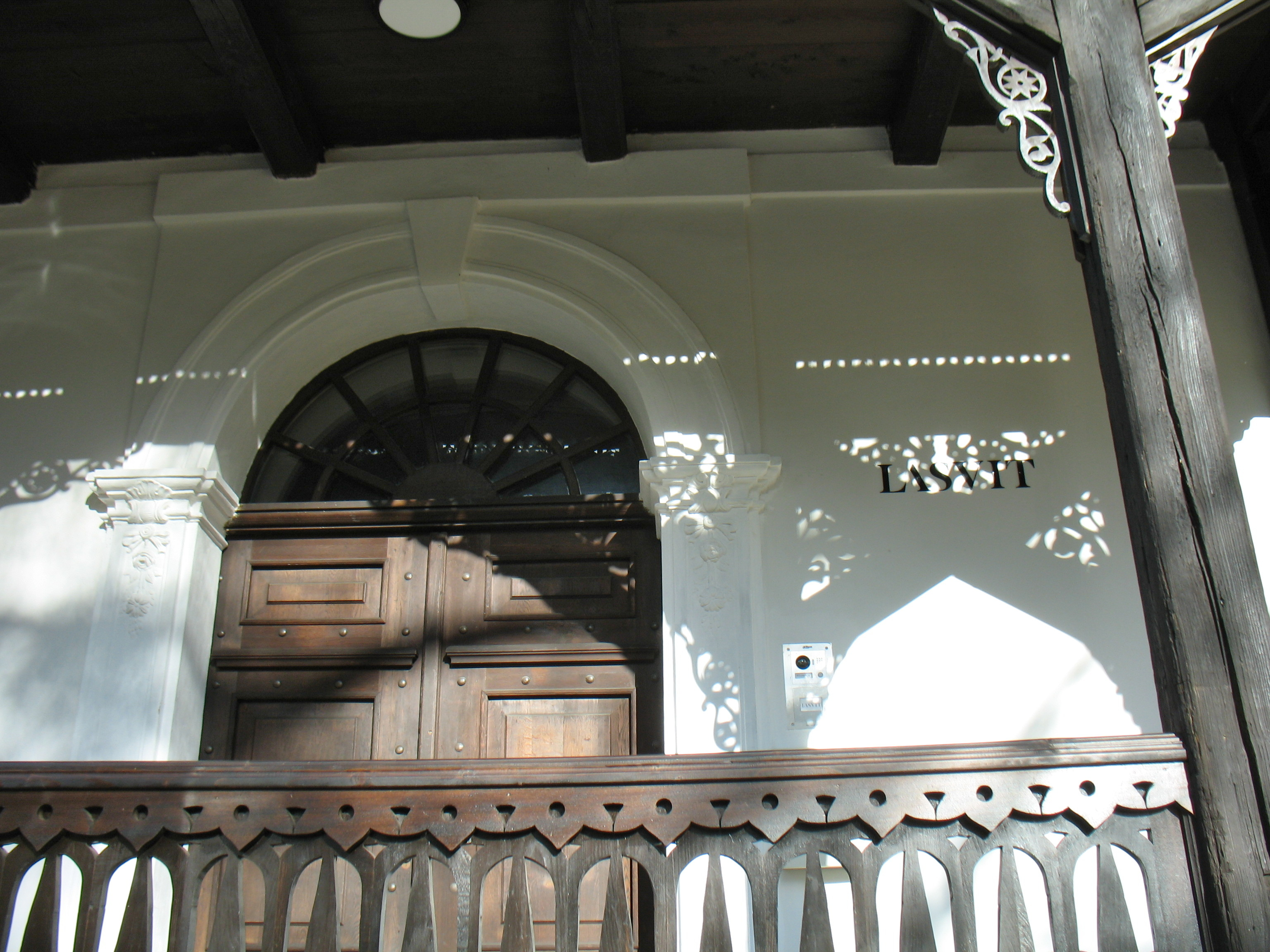
Vstup do sídla firmy v historickém domě na Palackého náměstí v N. Boru

Podnik založil v roce 2007 liberecký rodák Leon Jakimič. Název společnosti vznikl spojením slov "láska" a "svit". V roce 2008 vstoupil Lasvit na arabský trh, kde založila pobočku v Dubaji a začal realizovat zakázky na Blízkém východě. O rok později získal Lasvit zakázku na skleněné světelné instalace ve 4 stanicích dubajského metra. V roce 2011 dokončil světelné instalace v luxusním hotelovém komplexu Etihad Towers tamtéž.
V roce 2011 se také uměleckým ředitelem firmy stal Maxim Velčovský, ve stejném roce získala firma ocenění výrobce roku na cenách Czech Grand Design. V roce 2012 obsadila firma v téže kategorii druhé místo. V roce 2012 se Lasvit podílel na výzdobě Českého domu na olympijských hrách v Londýně světelnou instalací Hydrogene.
V roce 2017 Lasvit koupil sklářskou firmu Ajeto Glass Craft v Lindavě a převzal její sklárnu. V roce 2018 získala společnost na Milan Design Week hlavní cenu za výstavu "Monster Cabaret", na které představila v divadle Teatro Gerolamo kolekci sedmnácti skleněných monster. Na kolekci spolupracovali umělci a designéři jako Alessandro Mendini či Daniel Libeskind, z českých sklářů například Vladimír Kopecký či René Roubíček. Roubíčkův zelený "Marťan" je jednou z posledních skleněných soch, které vytvořil.[zdroj?]
V červnu 2019 otevřel Lasvit novou firemní centrálu v Novém Boru. Toto sídlo vzniklo spojením dvou roubenek z 18. století s novostavbami - černým a skleněným domem. Sídlo je dílem architektonického studia ov architekti (Jiří Opočenský, Štěpán Valouch).
Tento tzv. Skleněný dům zvítězil v roce 2020 v soutěži „Památka roku", vyhlašované Libereckým krajem a v soutěži Stavba roku za rok 2020, v níž kromě uvedeného titulu získal také Cenu veřejnosti. Skleněné sídlo firmy Lasvit získalo v roce 2020 rovněž několik ocenění v soutěži Stavba roku Libereckého kraje, včetně hlavní Ceny Karla Hubáčka.
V roce 2019 měla firma dvanáct mezinárodních poboček rozmístěných po Evropě, Asii i USA. Hlavní výrobní závod (sklárna) firmy je v Novém Boru, další továrny na doplňkové kovové součásti a montáž skleněných instalací se nacházejí v Mladé Boleslavi (Lasvit MB s.r.o.), dále v polských Pisarzowicích poblíž Lubáně (Lasvit Polska Sp. z o.o.) a v čínské Šanghaji (Lasvit Shanghai, Ltd.). Ředitelství sídlí v Novém Boru (před rokem 2011 to bylo v Milovicích-Mladé).

## Produkty

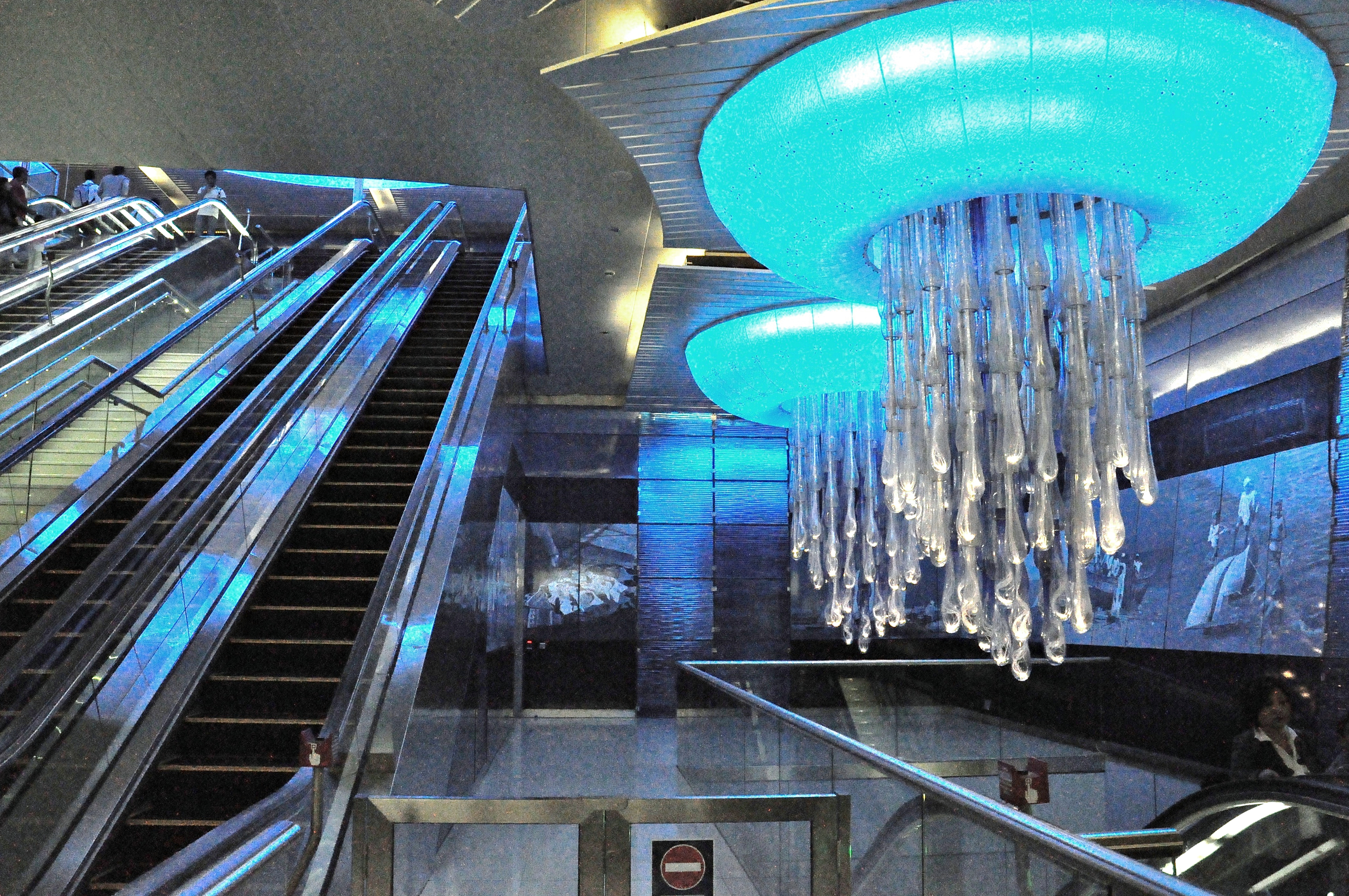
Světla Lasvit ve stanici BurjJuman v Dubajském metru

LASVIT vyrábí desítky kolekcí svítidel, nápojového a dekorativního skla. Vyrabí svítidlo Neverending Glory, které svým tvarem opisuje lustry z operních hal a divadel. Kusy skla jsou tak vyfouknuté do tvaru divadla Bolšoj i Národního divadla v Praze. Lustry navrhlo v roce 2013 tehdy začínající designérské duo Jan Plecháč a Henry Wielgus.[zdroj?]
Své kolekce pro LASVIT navrhli i další čeští umělci jako Rony Plesl, Studio deFORM nebo Cyril Dunděra. Několik kolekcí svítidel a nápojového skla navrhl pro LASVIT i umělecký ředitel společnosti Maxim Velčovský. V portfoliu společnosti dále kolekce z rukou designérů jako jsou Bořek Šípek, Vladimír Kopecký nebo René Roubíček.
V kolekcích Lasvitu je také svítidlo Praha od Stanislava Libenského. Český umělec, který se podílel i na úspěchu českého skla na výstavě EXPO 1958, vytvořil v osmdesátých letech toto svítidlo pro Hotel Praha, který býval jedním z nejluxusnějších hotelů ČSSR. Hotel byl před lety zdemolován a tato světla, která LASVIT vyrábí podle zachráněného originálu, jsou jedním z mála artefaktů připomínajících tuto stavbu.

### Trofeje
Ve spolupráci se ŠKODA Auto dodává Lasvit skleněné trofeje na cyklistický závod Tour de France. Broušená trofej má vždy stejný tvar, ale brus je každý rok jiný. Designérem trofeje je Peter Olah. Se Škoda Auto spolupracuje LASVIT i na vozech Vision D, X a RS, do kterých dodává broušené komponenty.
LASVIT vytvářel trofeje pro české olympioniky v Riu de Janeiru, Soči i Pchjongčchangu. Několikrát byl partnerem tenisového turnaje Mubadala. Vyrobil také trofej pro českého tenistu Radka Štěpánka na závěr jeho kariéry. Trofej ve tvaru koruny se symbolem lva designoval Maxim Velčovský. Návrhář Jan Pančocha vytvořil pohár pro ženský tenisový turnaj Ostrava Open inspirovaný letem tenisového míčku. Čtyřkilový pohár z českého křišťálu převzal i Jakub Menšík po zisku titulu na Miami Open 2025.
Ze sklárny Lasvit Ajeto pochází výroční ceny Thálie a v minulosti vyráběl Lasvit i filmovou cenu Český lev.

## Spolupracovníci
Firma spolupracuje s českými i zahraničními skláři, designéry a designérskými studii, a to jak svými kmenovými (např. Katarína Kudějová Fulínová, Táňa Dvořáková, Petra Dicková a další), tak externími (např. Eva Jiřičná,, Kengo Kuma, Ross Lovegrove, Jitka Kamencová Skuhravá a další). V minulosti spolupracovali s firmou Lasvit také Bořek Šípek, René Roubíček nebo Zaha Hadid.